# Banago (Getränk)

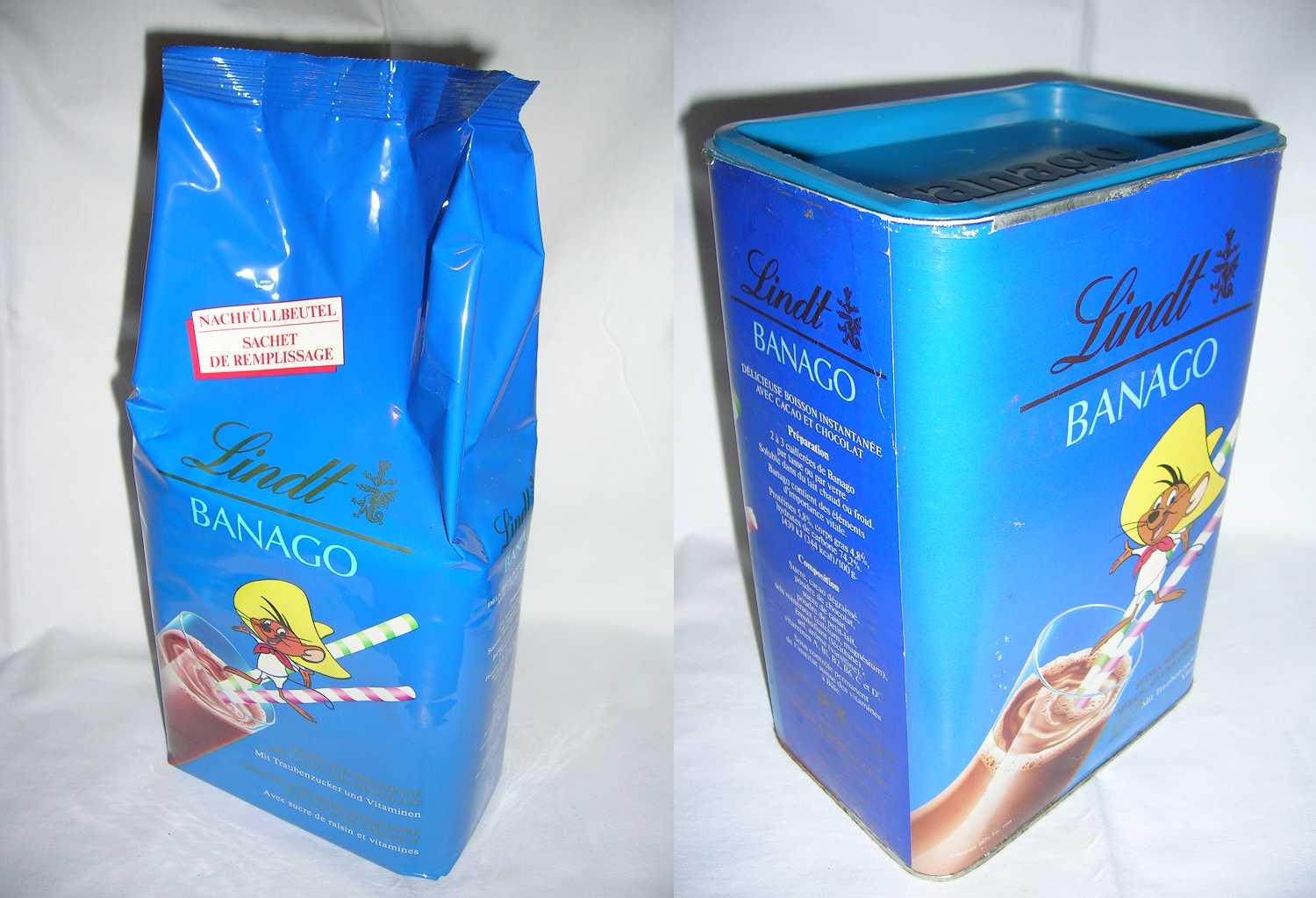
Eine klassische Banago-Büchse (rechts) inkl. Nachfüllpackung (links)

Banago ist ein Instant-Kakao-Getränk, das von der Firma Lindt & Sprüngli bis etwa 1998 hergestellt und bis Juni 2000 – dann nur noch über den Großhandel – verkauft wurde. Es war ein in der gesamten Schweiz bekanntes und beliebtes Frühstücksgetränk, das aber nicht die Bekanntheit von Ovomaltine erreichte. Coop und Denner hatten das Produkt im Sortiment. Seit 2012 wird das Banago wieder produziert und ist in den Lebensmittelläden erhältlich.

## Geschichte

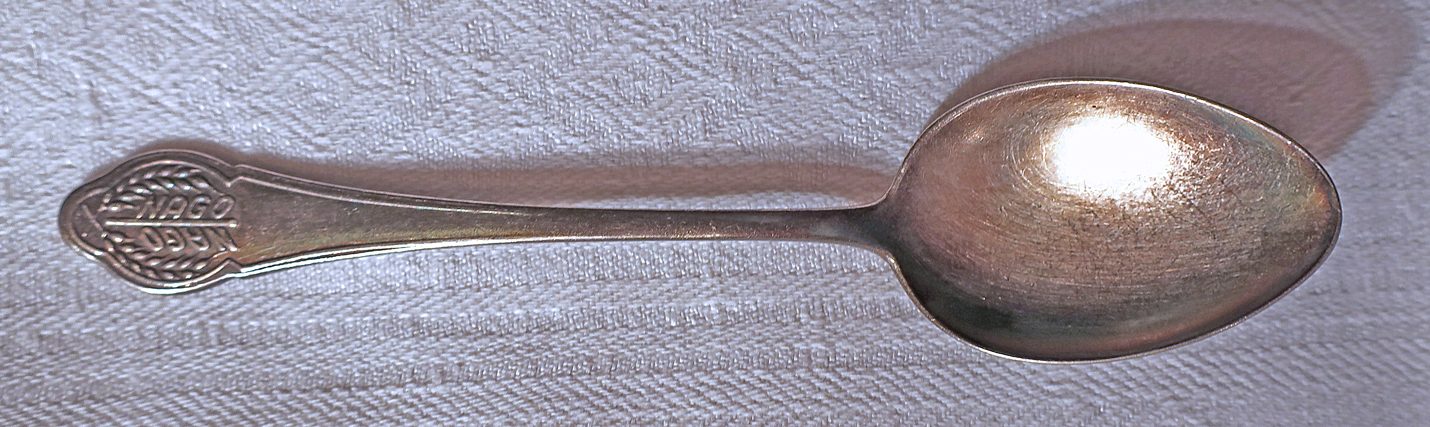
Ein Werbeartikel der Firma NAGO: Versilberter Kaffeelöffel mit dem Firmennamen

Die Oltner Firma Nago AG erfand Banago im Jahre 1927. Der Name setzte sich aus dem Firmennamen und der Vorsilbe Ba- zusammen, welcher auf das Bananenmehl hinwies, das in der ursprünglichen Rezeptur enthalten war.
1971 wurde die Nago AG an Lindt und Sprüngli verkauft. Im gleichen Zeitraum übernahm Lindt & Sprüngli auch die Schokoladenfabriken Gubor AG, Langenthal, und die Chocolat Grison, Chur. Mitte der 1970er-Jahre wurden die massenintensiven Produkte in Kilchberg, die personalintensiven in Chur mit den vergleichsweise tiefen Löhnen und die Pulverproduktion in Olten konzentriert, während das Werk Langenthal geschlossen wurde.
Nach verschiedenen Redesigns stellte Lindt & Sprüngli die Produktion des Frühstücksgetränks im Jahr 2000 ein. Die Markenrechte gingen später an Assessa über, welche plante, das Getränk im Herbst 2010 in der Gastronomie wieder zum Einsatz zu bringen. Eine Rückkehr in den Einzelhandel sei für später vorgesehen.
Am 4. Oktober 2012 wurde durch die Migros der Relaunch der Marke Banago im Einzelhandel vollzogen.

## Der Markenname und seine Zukunft
In der Schweiz ist die Marke „Banago“ seit 1993 unter der Nummer 404 688 für folgende Waren eingetragen:
- diätetische Nährmittel (soweit in den Klassen 5 und 30 enthalten)
- Kakao und Präparate für die Zubereitung von Getränken (Kl. 5, 30, 32)

Am 21. Januar 2003 wurde die Marke „Banago“ unter der neuen Nummer 506 176 im Schweizerischen Handelsamtsblatt (SHAB) publiziert und zwar für die Firma Calpior Branding Ltd. und für folgende Waren:
- Kaffee, Kakao, Kaffee-Ersatzmittel (Kl. 30)
- Alkoholfreie Getränke, Sirupe und andere Präparate für die Zubereitung von Getränken (Kl. 32)

Am 9. Juni 2004 wurde ein Widerspruch seitens der Firma Lindt & Sprüngli gegen die neuerliche Eintragung des Markennamens „Banago“ zumindest in erster Instanz abgewiesen. Unklar ist, was Calpior mit dem Markennamen vorhat, denn bis jetzt sind keine neuen Produkte unter diesem Namen aufgetaucht.
Die Marke hat 10 Jahre nach der Einstellung immer noch einen Bekanntheitsgrad von 65 Prozent.

## Zusammensetzung
Zucker, fettarmer Kakao, Schokoladenpulver, Traubenzucker, Molkepulver, Emulgator (Lezithin E322), Salz, Aroma (Vanillin), Vitamine A, B1, B2, B6, C und D
- Eiweiß 6,7 %
- Fett 6,1 %
- Kohlenhydrate 71,7 %
- 1451 kJ pro 100 g Pulver

Diese Zusammensetzung wurde während der Produktionszeit nicht verändert. Der Vitamingehalt stand unter ständiger Kontrolle des schweizerischen Vitamin-Institutes.

## Verpackung

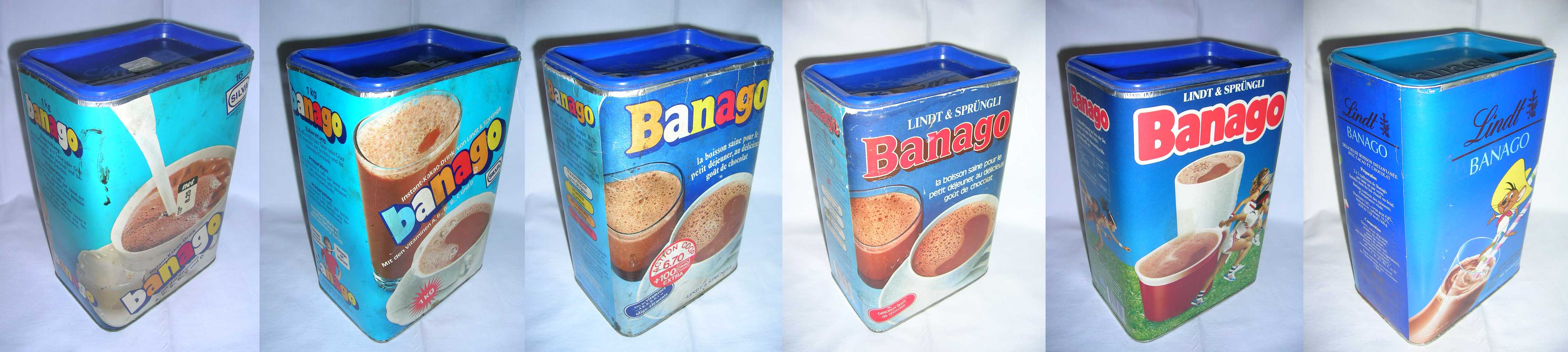
Banago-Büchsen im Wandel der Zeit

Banago wurde in den dafür typischen blauen Kartonbehältern zu 1 kg verpackt. Sie waren innen mit Aluminium beschichtet und luftdicht verschlossen mit einer Aluminiumfolie, welche zuerst entfernt werden musste. Aus der Aluminiumfolie konnte man Silva-Punkte ausschneiden. Das Bild zeigt den Wandel der Banago-Verpackung während der zirka 30-jährigen Produktionszeit (von links nach rechts):
- eine der ältesten Versionen: etwa 1980
- es kommt ein Glas Banago hinzu: um 1984
- Schriftzug „Banago“ wird an den oberen Rand der Büchse verschoben: um 1987
- bunter Schriftzug wird einheitlich rot: um 1989
- sportlicheres Design mit weißem und braunem Becher sowie spurtenden Kindern: um 1990
- letzte Version mit dezent edlem Design und Speedy Gonzales als Werbeträger: um 1993

Etwa ab dem Jahre 1994 wurden zusätzlich auch Plastikbeutel-Auffüllpackungen zu 1 kg verkauft (siehe Bild am Anfang des Artikels).

## Varia
- In einem Inserat in der Schweizer Zeitung „Der Landbote“ vom 20. September 1929 ist eine Banago-Verpackung abgebildet. Der auf der Verpackung sichtbare Text verspricht folgendes: 
  - BANAGO ist das nähr- und schmackhafte Getränk für Frühstück und Zwischenmahlzeiten.
  - Die Aerzte empfehlen BANAGO allen blutarmen, skrofulösen, nervösen und schwächlichen Personen, wie auch Rekonvaleszenten und Greisen.
  - BANAGO zeichnet sich ganz besonders durch leichte Verdaulichkeit, Assimilierbarkeit, hohen Nährwert und Bekömmlichkeit aus.

- Letzter Werbeträger für Banago war Speedy Gonzales. Zeitweise wurden dabei den Packungen auch Ansteck-Pins mit Speedy beigelegt, welche bis heute aber noch keinen bedeutenden Sammlerwert erzielen.

- Eine Kilogramm-Büchse kostete im Denner-Discount in der Schweiz zuletzt CHF 8,25 (rund € 5,25)

- In der Schweizer Tageszeitung Tages-Anzeiger erschien am 4. August 2003 unter dem Titel Schweizer Namen, die nur noch auf alten Werbeplakaten weiterleben ein Bericht, worin es um aus der Mode gekommene Schweizer Markennamen ging, darunter auch Banago.